# Servicii complete pentru Sara
Servicii complete pentru Sara (engleză: Serving Sara) este o comedie americană a casei Mandalay Pictures din 2002. Protagoniștii filmului sunt Elizabeth Hurley și Matthew Perry iar singurul lucru care îi leagă este răzbunare.
Titlu în română: Servicii complete pentru Sara

Titlu original: Serving Sara

Limba originală: engleză

Anul filmărilor: 2002

Premiera în România: 31.01.2003

Regia: Reginald Hudlin

În rolurile principale: Elizabeth Hurley (Sara), Matthew Perry (Joe), Bruce Campbell (Gordon)
Joe Tyler (Matthew Perry) își câștigă cu greu banii, forțându-și victimele să semneze documente legale. Totul merge perfect, până ce îl întâlnește pe Gordon Moore (Bruce Campbell), un fermier ce dorește să divorțeze de soția sa Sara și să o jefuiască. Joe este trimis de șeful său, Ray (Cedric „Animatorul”), să o facă să accepte niște documente, prin care mariajul cu Gordon ar fi dizolvat iar ea ar fi rămas falită.
Confuză se confruntă cu o viață sărăcăcioasă, dar curând realizează că, atrăgându-l pe Joe de partea sa, ar putea să-și recupereze averea. Cu puțin timp la dispoziție se decide să-i ofere lui Joe un milioan de dolari, dacă Joe primește documentele înaintea ei.
Joe și Sara încep să colaboreze într-o cursă infernală prin întreaga țară, pentru a scăpa de capcanele puse de Gordon și își dau o șansă dragostei adevărate.